# 앙리 기장
앙리 기장(프랑스어: Henri Guisan, [ ɑ̃ʁi ɡizɑ̃], 1874년 10월 21일 ~ 1960년 4월 7일)은 제2차 세계 대전 중에 스위스 군대의 장군을 역임한 스위스 육군 장교이다. 그는 거의 사용되지 않는 스위스 장군으로 임명된 네 번째이자, 가장 최근의 사람이었으며, 아마도 스위스에서 가장 유명한 군인이었을 것이다. 그는 1940년 나치 독일의 침공 가능성에 대비하기 위해 스위스 군대와 스위스 국민을 효과적으로 동원한 것으로 가장 잘 기억된다. 기장은 2010년에 역사상 4번째로 위대한 스위스 인물로 선정되었다.

## 생애

### 유년기
앙리 기장은 1874년 프랑스어를 사용하는 스위스의 개신교 지역인 보주의 메지에레에서 태어났다. 아방슈의 의사인 샤를 에르네 기장과 루이-잔느 기장의 아들로 로잔과 프리부르에서 학교를 다녔고 처음에는 농업의학을 공부했다. 학업을 마친 후 1897년에 그는 브로예 계곡으로 이사하여 신사 농부가 되었다. 같은 해에 그는 마리 될커와 결혼하여 앙리와 미리엄이라는 두 자녀를 두었다. 마리와 결혼한 직후 그는 제네바 호수의 베르테-리브로 이사했다.

### 군복무
1894년 스위스군에 입대하면서 그는 비에르의 마병 부대에 중위로 배치되었다. 1904년 대위, 1920년 대령, 1927년 준장, 1932년 군단장 등 여러 차례 승진했다.

## 장군

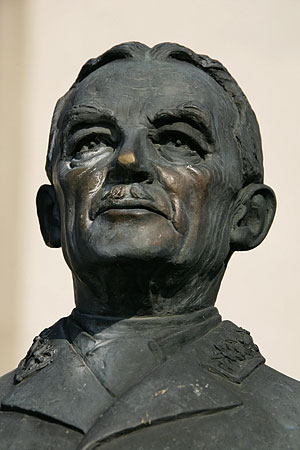
앙리 기장 (아방슈의 기념물)

1939년 8월 28일, 연방 의회는 전쟁이나 국가비상사태 시에만 선택되는 유일한 계급인 장군을 선출하기 위해 연합 연방 의회를 소집했다. 1939년 8월 30일 귀기장은 쥘 보렐(Jules Borel)과 경쟁하여 204 대 21로 장군으로 선출되었다. 그는 국가의 독립을 수호하고 스위스 영토의 완전성을 유지하라는 지시를 받았다. 1939년 스위스 군대는 노동력의 약 20%인 430,000명을 소집할 수 있었다. 한때 최대 850,000명의 스위스 군인이 동원되었다. 그러나 스위스의 군사장비는 독일군과 동등하지 않았다.

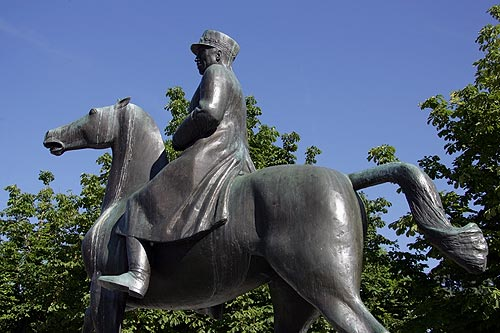
로잔의 앙리 기장 기마상

기장의 임명은 나치 독일과의 우호적인 관계를 지원하는 조직인 스위스 애국 연맹(Fédération patriotique suisse)의 회원임에도 불구하고 이루어졌다. 그러나 그의 지휘권은 정부와의 갈등과 독일과 프랑스의 정서를 지속적으로 퍼뜨리는 정치인들과의 갈등이 지배적이었다. 정부는 절제되고 정치적으로 위험이 없는 중립을 선호하는 반면, 실제로 침략을 방지하는 책임을 맡은 기장은 단호한 저항을 요구하기로 결정했다. 프랑스 전투 이후 독일은 스위스 중립에도 불구하고 기장이 프랑스와 비밀리에 군사 준비를 하고 있었다는 것을 증명하는 문서를 발견했다. 스위스 군대는 독일의 위협에 대한 인식을 바탕으로 프랑스와 접촉을 추구하지 않은 것에 대해 태만했을 것이다. 그럼에도 불구하고, 이것은 정치적으로 매우 위험했고, 제2차 세계 대전에서 독일이 네덜란드를 침공하기 전에 발생한 것과 같이 독일이 침략을 정당화하기 위해 포착한 매우 전형적인 예를 나타냈다.
1940년 7월 25일, 기장은 1291년 뤼틀리쉬부어의 유적지로 확인된 덕분에 스위스 낭만주의 민족주의의 상징주의로 가득 찬 장소인 뤼틀리에 모인 스위스 장교 군단 전체에 역사적인 연설을 했다. 기장은 스위스 대중 사이에 널리 퍼진 나치즘에 대항하는 저항의 상징이 되었다.
그는 스위스가 나치의 침략에 저항할 것임을 매우 분명히 했다. 총알이 떨어지면 총검에 의지해야 했다. 그는 스위스가 어떤 침략자로부터도 스스로를 방어할 것이며 결코 항복하지 않을 것이라고 말했다. 스위스 정부는 분권화된 구조를 가지고 있기 때문에 연방대통령 조차도 국가를 항복할 권한이 없는 상대적으로 무력한 관리였다. 실제로 스위스 시민들은 항복 방송을 적의 선전으로 간주하고 끝까지 저항하라는 지시를 받았다.
그 결과, 기장은 1940년 여름에 그의 유명한 국가요새계획(Réduit National) 개념을 발전시켰는데, 이에 따르면 스위스 군대는 공격을 받으면 비교적 빨리 알프스로 후퇴했지만, 일종의 게릴라와 뒤에서 숨어드는 전술을 기반으로 저항을 유지했을 것이다. 거기. 선택된 군대 인사와 보수적인 민간인 사이의 접촉으로 형성된 스위스 준군사 조직인 악티온 민족 저항 운동(Resistant National Action)은 침략자에 저항하도록 민간인을 설득하는 명백한 임무를 가지고 있었다.
그러나 기장과 스위스의 주요 전략은 전투보다 억제였으며 독일은 침략을 위험에 빠뜨리지 않았다. 1945년 8월 20일 기장은 임무를 완수하기 위해 사령부를 떠났다.
전쟁을 피하여 국민적 영웅이 된 기장은 1960년 4월 7일 퓌이에서 사망했다. 그는 1960년 4월 12일 퓌이 공동묘지에 묻혔으며, 30만 명이 로잔을 통과하는 장례 행진에 참여했다. 그의 무덤은 에뒤아르-마르셀 산도즈의 작품이다.

## 대중적 이미지
그의 삶에서 기장은 1939년부터 1945년까지 5,600장의 자신의 이미지가 인쇄되는 것을 금지하면서 대중의 이미지를 크게 선전했다. 기장은 또한 뤼틀리 보고서와 같은 몇 가지 상징적 행동을 취했다. 스위스에서 기장은 매우 인기있는 인물이었다. 그는 베니토 무솔리니와 필립 페탱을 동경하고 1943년 3월 발터 셸렌베르크와 비밀 만남을 가졌다는 비판을 받아왔다.